# Glencoe (Minnesota)
Pour les articles homonymes, voir Glencoe.
La ville américaine de Glencoe est le siège du comté de McLeod, dans l’État du Minnesota. Sa population s’élevait à 5 631 habitants lors du recensement de 2010.